# La Creu del Rabadà
La Creu del Rabadà és una muntanya de 1.262 metres que es troba al municipi de la Vall d'en Bas, a la comarca catalana de la Garrotxa.